# Emesis cilix
Emesis cilix är en fjärilsart som beskrevs av William Chapman Hewitson 1870. Emesis cilix ingår i släktet Emesis och familjen Riodinidae. Inga underarter finns listade i Catalogue of Life.